# Dinotoperla bunya
Dinotoperla bunya är en bäcksländeart som beskrevs av Günther Theischinger 1982. Dinotoperla bunya ingår i släktet Dinotoperla och familjen Gripopterygidae. Inga underarter finns listade i Catalogue of Life.